# Первомайський (Гіагінський район)
Первомайський (рос. Первомайский; адиг. Первомайскэр) — хутір Гіагінського району Адигеї Росії. Входить до складу Гіагінського сільського поселення.
Хутір ненаселений (2015 рік).
У 2002 році на хуторі мешкало 22 особи. 